# Fernandes Pinheiro
Fernandes Pinheiro è un comune del Brasile nello Stato del Paraná, parte della mesoregione del Sudeste Paranaense e della microregione di Prudentópolis.
Il comune venne fondato il 1º gennaio 1997, staccandosi dal comune di Teixeira Soares. Si trova a 128 km dalla capitale dello Stato Curitiba.